# Pierre Bureau
Pour les articles homonymes, voir Bureau et Pierre Bureau (réalisateur).
Pierre Bureau est un ecclésiastique français né à Dreux et mort le 23 mars 1723 à Laval.

## Éducateur
Il est l'éducateur, comme précepteur ecclésiastique du jeune Michel Chamillart. On connaît le rôle de Bureau uniquement par rapport aux liens qu'il entretenait avec son ancien élève. En 1707, il écrit au contrôleur général pour lui rappeler sa promesse d'un petit bénéfice ; entre les lignes de cette lettre, Chamillart rédige un mot à l'attention du père François d'Aix de La Chaise : « Je vous supplie de bien faire vouloir souvenir le roy de la très humble prière que j'ay faite à Sa Majesté en faveur du Sieur Bureau, curé et doien rural de Laval, qui a esté mon précepteur… ».

### Problème de la double cure
Il est nommé curé de la Trinité de Laval en 1674. Il songe aussitôt à faire cesser l'abus de la double cure qui existait alors. Des démêlés avaient déjà eu lieu entre ses deux prédécesseurs. Ils recommencent avec lui. 
Ses sollicitations déterminent l'autorité ecclésiastique à reprendre sérieusement une question plusieurs fois sans doute abordée, puis abandonnée sans solution car difficile à trancher. L'évêque n'avait point la présentation des deux parties de la cure ; ce droit appartenait par moitié à l'abbé de la Couture du Mans et au chapitre de la cathédrale du Mans. Il fallait les amener tous deux à consentir à une diminution de leurs prérogatives ou les indemniser en leur offrant un privilège équivalent. 
L'évêque obtint d'abord, en cour de Rome, un décret d'union des deux portions du bénéfice. Il avait la présentation de la cure d'Ahuillé il y nomme M. Pouteau, l'un des titulaires de la Trinité (1687). Ensuite, il décréta que désormais cette dernière paroisse n'aurait plus qu'un curé ; il abandonna au chapitre de la cathédrale son droit de présentation à la cure d'Ahuillé et convint avec l'abbé de la Couture que la présentation à celle de la Trinité leur appartiendrait alternativement.

### Problème de la Fête-Dieu
M. Bureau demeure dès lors seul curé; mais il eut encore à lutter. Il est pénétré de l'idée que les privilèges et prééminences du chapitre de Saint-Tugal n'étaient que des usurpations sur le clergé de la Trinité ; il entreprit de rendre à celui-ci le rang qu'il croyait lui être dû. Dans ce but il fait changer en 1689 l'ordre de la procession de la Fête-Dieu, réglé par un concordat de 1597 et fait reprendre l'ancien usage de se rendre sous les Halles pour y entendre le sermon. La poupulation aimait beaucoup cet usage ; mais le chapitre, on ne sait pourquoi, n'était pas du même avis. 
Pierre Bureau se résolut aussi de ne plus assister avec le chapitre à d'autres processions que celles de la Fête-Dieu et des Hameaux, tant qu'on ne donnerait pas à son clergé une place plus honorable. Le chapitre alors voulut cesser de se trouver à la procession de la Fête-Dieu; mais le curé de la Trinité obtient une ordonnance qui lui enjoignit d'y aller comme par le passé (1691). Il y eut aussi des difficultés au sujet de l'enterrement des nobles. 
Saint-Tugal prétendait que le droit de les inhumer lui appartenait en vertu d'une charte et qui lui attribuait en effet ce privilège pour les chevaliers ; mais M. Bureau soutenait qu'il n'y avait plus de chevaliers dans le sens de l'acte de 1255 ; nouveau procès. 
Ces débats durèrent jusqu'à la mort de M. Bureau et ne reçurent jamais de solution définitive. Pour Couanier de Launay, le récit détaillé de ces démêlés ne présentent aujourd'hui aucun intérêt. Il indique, reprenant une remarque d'Isidore Boullier : « Que nos lecteurs, dit-il, ne se scandalisent pas de ces querelles. Il ne faut pas les juger d'après les idées de notre siècle, mais d'après les manières de voir des temps où elles avaient lieu ». On attachait alors une extrême importance aux droits honorifiques.

### Factum
Au cours de ses démêlés avec Saint-Tugal et pour le soutien de sa thèse M. Bureau écrivit un volumineux factum pour lequel il s'était livré à de grandes recherches et qui contenait des renseignements importants sur l'histoire religieuse de Laval. Charles Maucourt de Bourjolly avait pu le consulter et lui fait de précieux emprunts. Bourjolly y indique que « le docteur M. Pierre Bureau, curé de la Trinité, a prétendu prouver par un factum qu'il fit imprimer contre le curé de Saint-Tugal, lors du décès de l'écuyer Christophe de Coypel, que la cure de Prits et celle de la Trinité n'estaient anciennement qu'une même chose… ».
Isidore Boullier indique que l'on voit à la marge du manuscrit la date de 1696. La sépulture de Christophe de Couespel est l'occasion d'un procès dans lequel le curé de la Trinité et le chapitre de Saint-Tugal reprirent toutes les contestations qui les avaient divisés à diverses époques, et dans lequel intervinrent le chapitre de Saint-Michel et les paroisses de Saint-Vénérand, d'Avenières et de Grenoux. Ce procès fut pendant au parlement et à l'officialité durant plus de 30 ans. Il n'a même jamais été terminé, car aucun jugement délinilif ne fut rendu sur le fond. Il y eut seulement des arrêts provisoires auxquels on s'en tint.

### Tempête de 1701
En 1701, la tempête de vent du 2 février abat 40 pieds de la haute charpente de la nef de son église. Une partie s'écroule sur la voûte, l'autre sur une maison voisine. La voûte de la Trinité ne s'écroule pas. On retrouve la relation de cet évènement dans l'ouvrage d'Isidore Boullier,.  Des actes de décès concernent trois femmes tuées lors du mouvement de panique de la foule. Il est probable que d’autres personnes encore sont décédées plus ou moins longtemps après cette journée, des suites de leurs blessures.

### Succession
Mgr de Tressan appréciant le mérite de son prêtre le nomma vicaire général pour Laval, en 1711. Mgr du Crévy ne le maintint pas dans ces fonctions. Devenu infirme en 1720, Pierre Bureau songea à se donner un digne successeur. Il appela près de lui en qualité de vicaire, François-Ambroise Fréard, curé de Grenoux et plus tard il résigna sa cure en sa faveur.
Il meurt le 23 mars 1723 à Laval.

## Sources partielles
- Alphonse Angot, « Pierre Bureau », Dictionnaire historique, topographique et biographique de la Mayenne sur le site des Archives de la Mayenne
- Étienne-Louis Couanier de Launay, Histoire de Laval (818-1855), Imp. Godbert, 1856, 608 p. [détail des éditions] (lire en ligne)